# The Campfire Headphase
| Recensione      | Giudizio |
| --------------- | -------- |
| AllMusic        |          |
| Pitchfork       | 7.6/10.0 |
| The Guardian    |          |
| PopMatters      | 8/10     |
| Metacritic      | 79/100   |
| Stylus Magazine | A-       |
| Tiny Mix Tapes  |          |
| Q               |          |
| Ondarock        | 5.5/10   |

The Campfire Headphase è il terzo album in studio del gruppo scozzese di musica elettronica Boards of Canada, pubblicato nel 2005 dall'etichetta indipendente britannica Warp Records. È il primo album del gruppo in cui vengono utilizzati strumenti acustici (chitarre) e convenzionali.

## Il disco
Come i precedenti lavori, l'album è stato prodotto e registrato dagli stessi Boards of Canada presso i loro studi dell'Hegaxon Sun in Scozia.
La traccia Oscar See Throught Red Eye è stata pubblicata in formato digitale il 5 settembre 2005 dal sito Bleep.com, un negozio online della Warp Records. Il 4 ottobre seguente è stata pubblicata su iTunes la traccia Dayvan Cowboy.
Nell'aprile 2006 è stato pubblicato un videoclip per il brano Dayvan Cowboy. Questo video, diretto da Melissa Olson, comprende nel montaggio delle riprese del lancio di Joe Kittinger dall'altezza di 19,5 miglia e dell'attività di surfista Laird Hamilton.

## Tracce
1. Into the Rainbow Vein – 0:44
2. Chromakey Dreamcoat – 5:47
3. Satellite Anthem Icarus – 6:04
4. Peacock Tail – 5:24
5. Dayvan Cowboy – 5:00
6. A Moment of Clarity – 0:51
7. '84 Pontiac Dream – 3:49
8. Sherbet Head – 2:41
9. Oscar See Through Red Eye – 5:08
10. Ataronchronon – 1:14
11. Hey Saturday Sun – 4:56
12. Constants Are Changing – 1:42
13. Slow This Bird Down – 6:09
14. Tears from the Compound Eye – 4:03
15. Farewell Fire – 8:28
16. Macquarie Ridge – 4:57 – (Bonus track inclusa solo nella versione giapponese)

Durata totale: 66:57

## Formazione
Boards of Canada
- Marcus Eoin - performer, produzione
- Mike Sandison - performer, produzione

Design
- Boards of Canada
- Natasha Morton